# Разъезд 98 (Жамбылская область)
Разъезд 98 — упразднённый разъезд (населённый пункт) в Рыскуловском районе Жамбылской области Казахстана. Входил в состав Акбулакского сельского округа. Код КАТО — 315042800. Упразднён в 2019 г.

## Население
В 1999 году население разъезда составляло 97 человек (50 мужчин и 47 женщин). По данным переписи 2009 года, в разъезде проживало 88 человек (39 мужчин и 49 женщин).